# Son Montserrat (Santa Maria del Camí)
Son Montserrat és una possessió de Santa Maria del Camí, situada al costat de la carretera de Bunyola (antic camí de Sóller).

## Història
Es va formar en el segle xvii després dels establits produïts a la possessió de la Cavalleria de Santa Maria del Camí en aquella època. Antoni Jaume Montserrat n'era el propietari l'any 1661. L'origen del nom de la propietat cal cercar-ho en aquest malnom de la família Jaume que en fou propietària durant els segles xvii i XVIII. En el segle xviii va passar per compra a la família Aguiló. A l'Apeo de 1818 apareix com a propietari Tomàs Aguiló. Hi havia les cases, amb 36 quarterades de terreny (vinyes i conreu) i estava valorada en 6255 lliures mallorquines. L'amillarament del 1863 assenyala que Son Montserrat era propietat de Francesc Fortesa. Aleshores ocupava una superfície de 27 quarterades i les seves terres estaven destinades al conreu de l'ametler i la vinya.

## Les cases
Les cases tenen dos bucs, un de dues altàries i l'altre d'una sola planta, corresponent als antics sestadors i pallissa. El buc principal de dues plantes i dos aiguavessos alberga l'habitatge i un celler que ha estat rehabilitat com a dependències de l'habitatge. El portal està emmarcat de pedra viva amb una incisió a la llinda.
A l'esquerra hi ha dos portals més, un allindanat, corresponent a l'antiga capella, i un altre de mig punt amb brancals de pedra viva i dovelles de marès, així com un voladís de teules i un colcador adossat a la dreta. En el primer pis s'obrin diverses obertures disposades de forma asimètrica, de les quals destaquen tres finestres conopials amb ampit de marès motllurat. El parament està decorat amb pedretes negres incrustades i la coberta, de teula àrab, té una cornisa lobulada. A l'interior destaca un arc amb dovelles de marès i una capelleta que encara conserva un petit altar. En aquesta estança apareixen dos portals amb emmarcament de marès decorat.
Respecte a les instal·lacions hidràuliques, la casa compta amb una cisterna de pedra interior amb el coll octogonal i un aljub amb coll i pica situats dins una espècie de capella amb un arc trilobulat.